# Копли, Годфри, 2-й баронет
Сэр Годфри Копли, 2-й баронет (англ. Sir Godfrey Copley, 2nd Baronet; около 1653 — 9 апреля 1709, Вестминстер, Большой Лондон) — богатый английский землевладелец, коллекционер произведений искусства, политик. Более всего известен, как основатель медали Лондонского королевского общества, членом которого он был с 1691 года. По замыслу Копли медаль должна была поощрять учёных-естествоиспытателей, чьи исследования вызвали наибольшее одобрение членов общества. На учреждение этой награды Копли выделил 100 фунтов стерлингов. Медаль Копли является самой старой на сегодня научной наградой, предшественницей Нобелевской премии.
Годфри Копли был членом парламента Англии и Великобритании от Олдборо (1679—1685) и Тиска (1695—1709).

## Биография

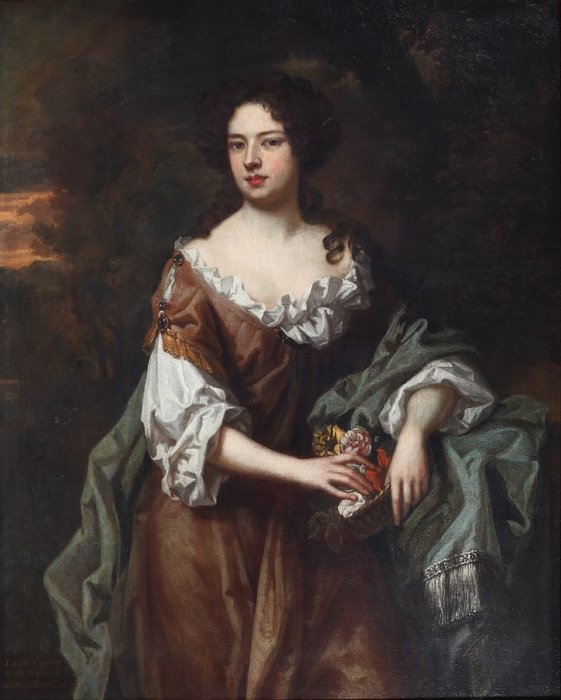
Кэтрин Перселл, картина приписываемая Виллему Виссингу

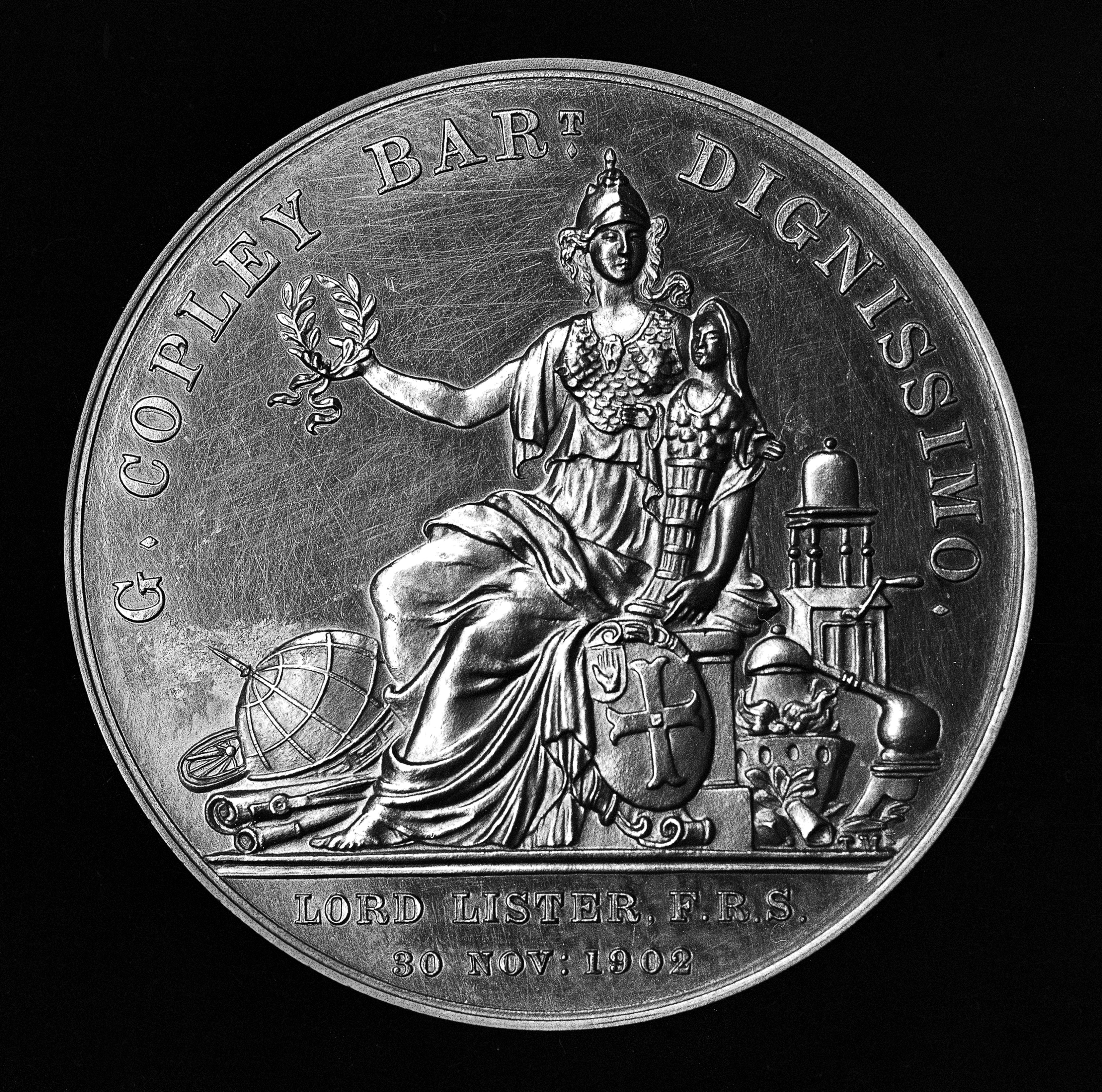
Медаль Копли

### Ранние годы
Копли был сыном сэра Годфри Копли (1623—1677), получившего в 1661 году титул баронета от короля Карла II. Он был крупным землевладельцем в Ноттингемшире и Южном Йоркшире.

### Карьера
Копли стал членом парламента от Олдборо в 1679 году, и заседал там до 1685 года. 15 октября 1681 года он женился на Кэтрин Перселл — известной красавице и дочери Джона Перселла из Натрибии, Монтгомеришир. В 1691 году был избран членом Королевского общества. Кроме того, он регулярно встречался в лондонских тавернах с современными ему литературными и политическими деятелями, имея таким образом широкий круг знакомств в политических и общественных кругах. После смерти первой жены Годфри Копли 31 мая 1700 года снова женился на Гертруде Кэрью, дочери сэра Джона Кэрью, 3-го баронета Энтони, Корнуолл.
На всеобщих выборах 1695 года Годфри Копли снова стал членом парламента, где занимался вопросами финансов и денежного обращения. Обращая свое внимание на местные вопросы своего избирательного округа, 30 декабря 1697 года он внёс предложение о том, чтобы сделать реку Дон судоходной, однако этот законопроект был отклонён. На выборах 1698 года он снова был избран членом парламента от Тирска и оставался на этом общественном посту вплоть до 1709 года.

### Смерть и наследие
Копли скончался 9 апреля 1709 года в своем доме в Вестминстере и был похоронен в Спротбро. После него осталась дочь от первого брака Екатерина, Поскольку после Копли не осталось наследников мужского пола, баронетство на нём прервалось, а поместья были переданы двоюродному брату Лайонелу Копли.
Годфри Копли известен тем, что в 1709 году оставил Королевскому обществу в Лондоне 100 фунтов стерлингов для финансового обеспечения ежегодной награды Общества за научные достижения, которое получило название медали Копли. Медаль Копли является старейшей научной наградой Британии, и была престижным предшественником Нобелевской премии.